# Соляная площадь (Томск)
Соляна́я пло́щадь расположена в Октябрьском районе города Томска.

## История
Расположена на схождении улиц Пушкина и Кузнечного взвоза, на части переулка Макушина и его пересечения с переулком Соляным.
Возникла в XIX веке у главных въездных ворот в Томский острог, название связано с находившимися здесь соляными амбарами. Современное название площади впервые зафиксировано в списке улиц Томска 1878 года. Располагавшиеся здесь до конца XIX века казённые склады дали второе название — Провиантская, употреблявшееся в 1870-е годы. На Соляной площади в конце XIX — начале XX веков также находились сенной рынок, чайный склад Губкина (1895), хлебные пекарни Охапкина и Свинолупова, транспортная контора братьев Каменских (1902), Кухтеринская заимка. Постепенно торговый характер площади изменялся, в начале XX века после постановления томской Думы у соляных складов безвозмездно была отведена земля для устройства Обществом содействия физическому развитию спортивной площадки, а, кроме того, — купален и катков на близлежащем Белом озере. Катаясь по неокрепшему льду в озере утонул малолетний сын крупного томского купца Евграфа Кухтерина Василий.

## Достопримечательности
В начале XX века на площади были построены значительные здания:
- окружной суд (1904, К. К. Лыгин),
- Сибирское Коммерческое училище имени цесаревича Алексея (1904, К. К. Лыгин),
- томский Дом науки (1912, А. Д. Крячков, Т. Л. Фишель и А. И. Лангер)  памятник архитектуры № 7010037000

## Новая история
В советское время (1933) значительная часть северной части площади была застроена корпусом Томского мукомольно-элеваторного института. Ныне здание известно как Жёлтый (3-й) корпус Томского государственного архитектурно-строительного университета (ТГАСУ), основанного в 1952 году.